# Рельсовая война

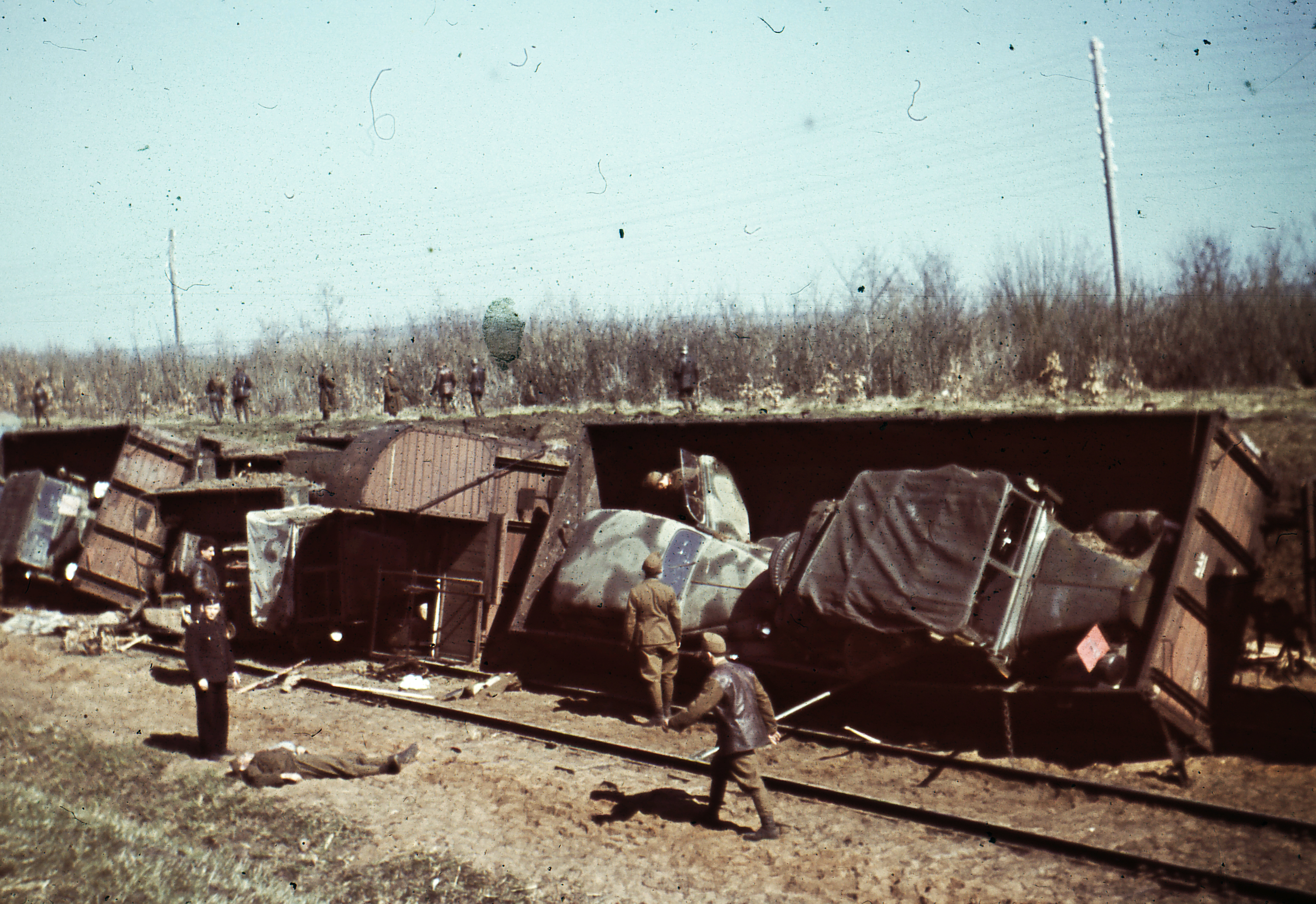
Сошедший с рельсов эшелон с техникой, 1942.

Рельсовая война (бел. Рэйкавая вайна, укр. Рейкова війна) — действия партизан с целью нарушения работы железнодорожного транспорта противника и вывода из строя перевозимых по железной дороге живой силы, техники и материальных средств.
Рельсовая война может проводиться и в мирное время террористическими группами с целью морального воздействия на общество.

## Великая Отечественная война

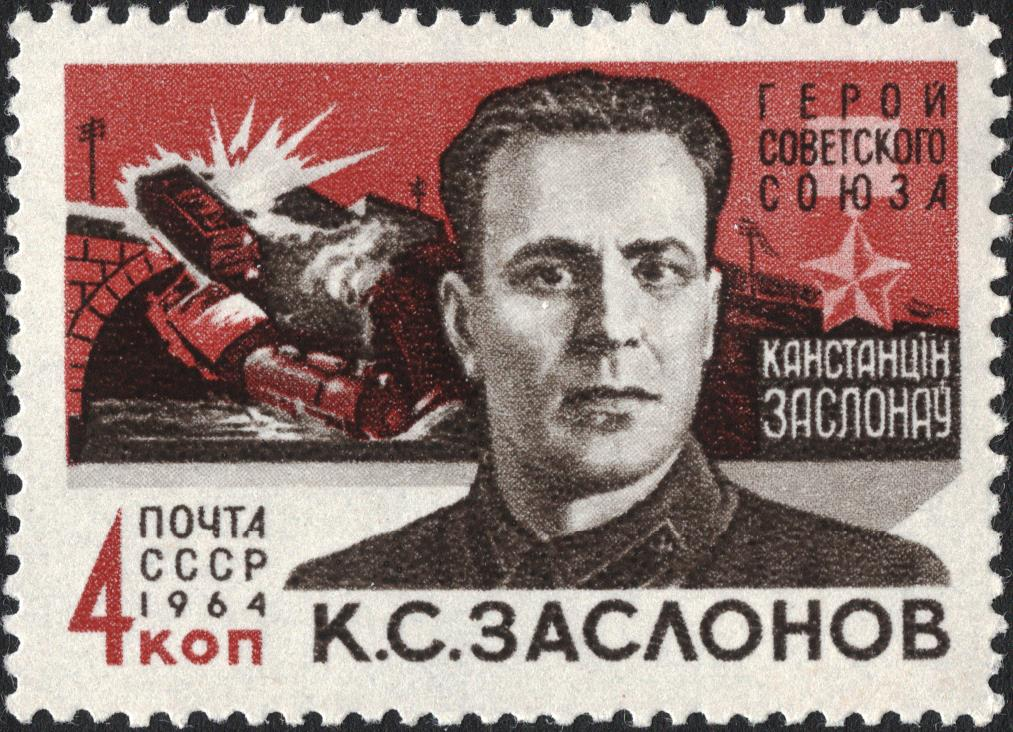
Рельсовая война на почтовой марке СССР, посвящённой К. С. Заслонову (1964)

Центральный Комитет КП(б) Белоруссии в июне 1943 года принял постановление «О разрушении железнодорожных коммуникаций противника методом рельсовой войны», в котором предложен план уничтожения железных дорог одновременным массовым ударом, с целью тем самым сделать невозможным быстрое восстановление противником железнодорожных путей. Рельсовая война должна была сопровождаться крушениями поездов, взрывами мостов и разрушениями станционных сооружений. Партизанские соединения, сражавшиеся на оккупированной территории, широко применяли элементы рельсовой войны, но наиболее значительное влияние на ход войны оказали действия партизан в следующих операциях:
- Операция «Рельсовая война» — крупная операция, проведённая советскими партизанами с 3 августа по 15 сентября 1943 года на оккупированной территории РСФСР (Ленинградской, Смоленской, Калининской, Орловской области), БССР и части УССР для оказания помощи Красной армии в завершении разгрома немецко-фашистских войск в Курской битве 1943 года и развитии общего наступления по белгородско-харьковскому направлению. Только в Белоруссии железнодорожное движение было парализовано на 15—30 суток. Эшелоны с войсками и боевой техникой, срочно направляющиеся в сторону Орла, Белгорода и Харькова, застревали в пути и нередко уничтожались партизанами. Перевозки противника сократились на 35—40 %. Оккупанты понесли огромные потери в локомотивах (паровозах), вагонах, рельсах, шпалах, живой силе.
- Операция «Концерт» — операция советских партизан, проводившаяся с 19 сентября по конец октября 1943 года, известна как второй этап операции «Рельсовая война» и совпавшая с осенним наступлением Красной армии. В ходе данной операции были подорваны десятки тысяч рельс, пущено под откос более 1000 эшелонов, уничтожено 72 железнодорожных моста, убито 30 тысяч немецких солдат и офицеров.
- Операция «Багратион» — крупномасштабное советское наступление 23 июня—29 августа 1944 года, названное в честь русского полководца Отечественной войны 1812 года Петра Багратиона. Известна как третий этап «рельсовой войны», в ходе которой были полностью выведены из строя наиболее важные железнодорожные пути, частично парализованы перевозки врага по всем дорогам.

Операции «Концерт» и «Рельсовая война» были организованы выдающимся советским диверсантом Ильёй Григорьевичем Стариновым. Опыт, приобретённый в ходе этих операций, использовался в дальнейших действиях против немецких войск.
В осуществлении операций большую роль сыграло инженерно-техническое содействие со стороны организаций, работавших в тылу и разрабатывавших различные мины и взрывные устройства специально для диверсионной работы партизан на железной дороге. Основной такой организацией было ГСКБ-47. Множество конструкций таких устройств было создано и самими партизанами, которые потом довольно успешно их применяли.
Термин «Рельсовая война» позднее распространился и на все прочие партизанские операции, связанные с разрушением железнодорожного пути, в том числе и совершённые до августа 1943 года.
Отечественные и немецкие данные о нанесенном партизанами уроне разнятся. Тем не менее, даже немецкие источники свидетельствуют о том, что он был серьёзным.
В 1944 и 1945 годах в Минске были выпущены нагрудные знаки, посвящённые «Рельсовой войне».

## Российско-украинская война
После российского вторжения на Украину практика рельсовой война начала применяться белорусскими и российскими диверсантами и партизанами. Так в Белоруссии уничтожалось сигнальное оборудование, а железнодорожные пути блокировались. По данным BYPOL (объединение белорусских силовиков, ушедших в оппозицию на фоне протестов 2020 года), в результате этих действий была нарушена работа нескольких отделений белорусской железной дороги, РЖД пришлось прекратить движение своих подвижных составов, в том числе военных эшелонов, по территории Белоруссии в ночное время, а белорусские машинисты массово отказываются от управления локомотивами и выезда на перегоны. В России также были зафиксированы многочисленные подрывы железнодорожных путей и порча связанного имущества, например децентрализованные движение «Останови вагоны», взяло на себя ответственность за сход вагонов с рельсов в Амурской области, в Твери, в Красноярске, в Красноярском крае, в Махачкале и прочих регионах. В мае 2023 года произошли очередные подрывы путей в Брянской области, а в ноябре в Рязанской области.